# Aadhaar

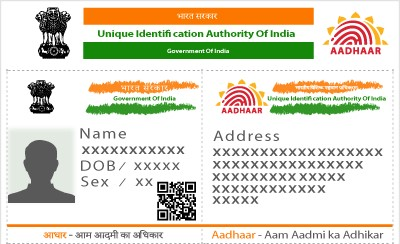
Karta Aadhaar

Aadhaar (hindi आधार, pol. Fundament; czasami nieformalnie nazywany identyfikatorem UIDAI lub numerem UIDAI) – 12-cyfrowy unikalny numer identyfikacyjny, który może dobrowolnie uzyskać każdy mieszkaniec Indii. Jest on powiązany z właściwymi dla właściciela danymi biometrycznymi (10 odcisków palców, 2 skanów tęczówki i zdjęcie twarzy) oraz danymi demograficznymi
. 
Dane te gromadzone są przez specjalnie powołaną do tego celu instytucję państwową - Unique Identification Authority of India (UIDAI).
Pod względem liczby użytkowników jest on największym na świecie system identyfikacji biometrycznej. Główny ekonomista Banku Światowego, Paul Romer, określił Aadhaar jako „najbardziej zaawansowany dokument tożsamości na świecie”. Jest on uważany za dowód zamieszkania, a nie dowód obywatelstwa, więc posiadanie numeru Aadhaar samo w sobie nie przyznaje żadnych praw do zamieszkania w Indiach. 

## e-KYC
Usługą systemu Aadhaar jest Aadhaar e-KYC, czyli system elektronicznej autentykacji pozwalający na połączenie z Unified Payments Interface (UPI), będącym elektronicznym systemem płatności w czasie rzeczywistym. Upowszechnienie tych technologii pozwoliło na obniżenie kosztów przyjęcia nowego klienta dla banku z 23 dolarów na 15 centów, czego efektem jest wpięcie do systemu bankowego ponad 80% populacji Indii w ciągu 7 lat. 

## Kontrowersje
Aadhaar jest przedmiotem kilku orzeczeń Sądu Najwyższego Indii. We wrześniu 2013 r. Sąd Najwyższy wydał postanowienie stwierdzające, że „nikt nie powinien cierpieć z powodu nieposiadania numeru Aadhaar”, dodając, że rząd nie może odmówić świadczenia mieszkańcowi, który nie posiada Aadhaar, ponieważ jest on dobrowolny i nieobowiązkowy.  
We wrześniu 2018 r. Sąd Najwyższy stwierdził, że numer Aadhaar nie jest konieczny do otwierania rachunków bankowych, uzyskania numeru telefonu komórkowego ani przyjęcia do szkoły. 